# 杉本寺
杉本寺（すぎもとでら）は、神奈川県鎌倉市二階堂にある天台宗の寺院。山号は大蔵山。本尊は十一面観世音菩薩で、坂東三十三観音・鎌倉三十三箇所の第1番札所である。鎌倉最古の寺とされ、参道途中に苔むした石段があることでも知られている。
本尊真言：おん まか きゃろにきゃ そわか
ご詠歌：頼みあるしるべなりけり杉本の 誓いは末の世にもかはらじ

## 歴史
731年（天平３年）東国の旅をしていた行基（ぎょうき）が、ここが観音様を祀る場所にふさわしいと考え、自ら彫った十一面観音を安置したことから始まり、734年（天平６年）、光明皇后が観音菩薩のお告げにより東国の治安の安定を願い、右大臣藤原房前と行基に本堂を建立させたと伝わる。
仁寿元年（851年）に円仁（慈覚大師）が参詣し十一面観音菩薩を自ら刻み安置し、寛和2年（986年）花山法皇の命により源信（恵心僧都）が十一面観音菩薩を自ら刻み安置し、その後花山法皇が巡礼したと伝わる。
寺伝によると文治5年（1189年）堂宇が焼失しているが、このとき本尊の観音像三体が自ら本堂を出て、境内の大杉の下に避難したとことから杉の本の観音と呼ばれるようになったと伝わる。『吾妻鏡』によれば、中世には大倉観音堂と呼ばれ、文治5年（1189年）の火災時には別当浄台房が炎の中から本尊を持ち出し無事であったされる。同書には建久2年（1191年）源頼朝が当寺を参拝し、修理料を寄進したとあり、その時に、御前立の十一面観音菩薩像を寄進したとされる。
背後にはかつて杉本城があり、足利方の武将で鎌倉府執事を務めた斯波家長（?-1337年）が拠ったが、南朝方の北畠顕家に攻められ、この寺で自害している。

## 境内
金沢街道から石段を上った先に山門（仁王門）が建ち、さらに上ったところに本堂（観音堂）が建つ。山門から本堂へ上る正面の鎌倉石の石段はすり減って苔むしており通行禁止で、参拝者は左側の新しい階段を使用する。本堂の裏山は杉本城跡であり、本堂右手前には杉本城の戦いで戦死した斯波家長と一族の供養塔とされる石塔群がある。鎌倉地域でみられる「やぐら」とよばれる横穴がある。
- 山門（仁王門）：切妻造、茅葺の八脚門。左右に金剛力士（仁王）像を安置する。江戸時代、18世紀半ば頃の建立。

- 観音堂（本堂）：寄棟造、茅葺、方五間（正面側面とも柱間が5間）の密教仏堂である。棟札から延宝6年（1678年）の建立と判明する。桁行5間、梁間5間、寄棟茅葺。内・外陣に分かれる中世密教本堂形式である[7]。堂内に多数の仏像を安置する。

仏像
- 秘仏 十一面観音立像（3躯）：本尊として3躯の十一面観音立像を安置し、中央と左（向かって右）の像は国の重要文化財に指定されている。

3尊の観音像は格子戸の奥に安置されている秘仏で、通常は拝観はできないが、毎月1日と18日に開帳される。
- 左の像（向かって右）は像高142センチメートルで、寄木造、漆箔仕上げで、源信（恵心僧都）作と伝承されるが、実際の制作年代は鎌倉時代である。
- 中央の像は、像高166.7センチメートルで、寄木造、漆箔仕上げで、円仁（慈覚大師）作と伝承され、衣文に平安時代風を残すが、鎌倉時代に入っての作とみられる。
- 右の像（向かって左）は、像高153センチメートルで、行基作と伝承されるもので、素木の一木造であり、3体の中ではもっとも古様で、平安時代末期の作と推定される。作風は素朴で、ノミ痕を残す部分もあり、専門の仏師ではない僧侶の作かと推定されている。伝説に基づき「覆面観音」「下馬観音」の別称がある。伝説として、礼節を欠き、信心無く馬に乗ったまま杉本寺の門前を通ろうとすると必ず落馬したため、蘭渓道隆（大覚禅師）がこの観音像の顔を袈裟で覆ったところ、落馬する者はいなくなったとの伝承から、前述の別称が生じた。

- 本尊前立 十一面観音像：源頼朝の寄進で、伝・運慶作。
- 脇立 不動明王：作者不詳。
- 脇立 毘沙門天：伝・宅間法眼作。
- 観音三十三身：伝・運慶作。
- 新十一面観音像：昭和期に当時の住職が彫像したものである。
- 地蔵菩薩：伝・安阿弥作。
- 地蔵菩薩：伝・運慶作。
- 賓頭盧尊者：作者不詳。

- 鐘楼堂
- 権現堂：白山、熊野両権現尊を祀る。
- 弁天堂：弁財天を祀る。
- 福壽庵
- 地蔵尊
- 五輪塔群

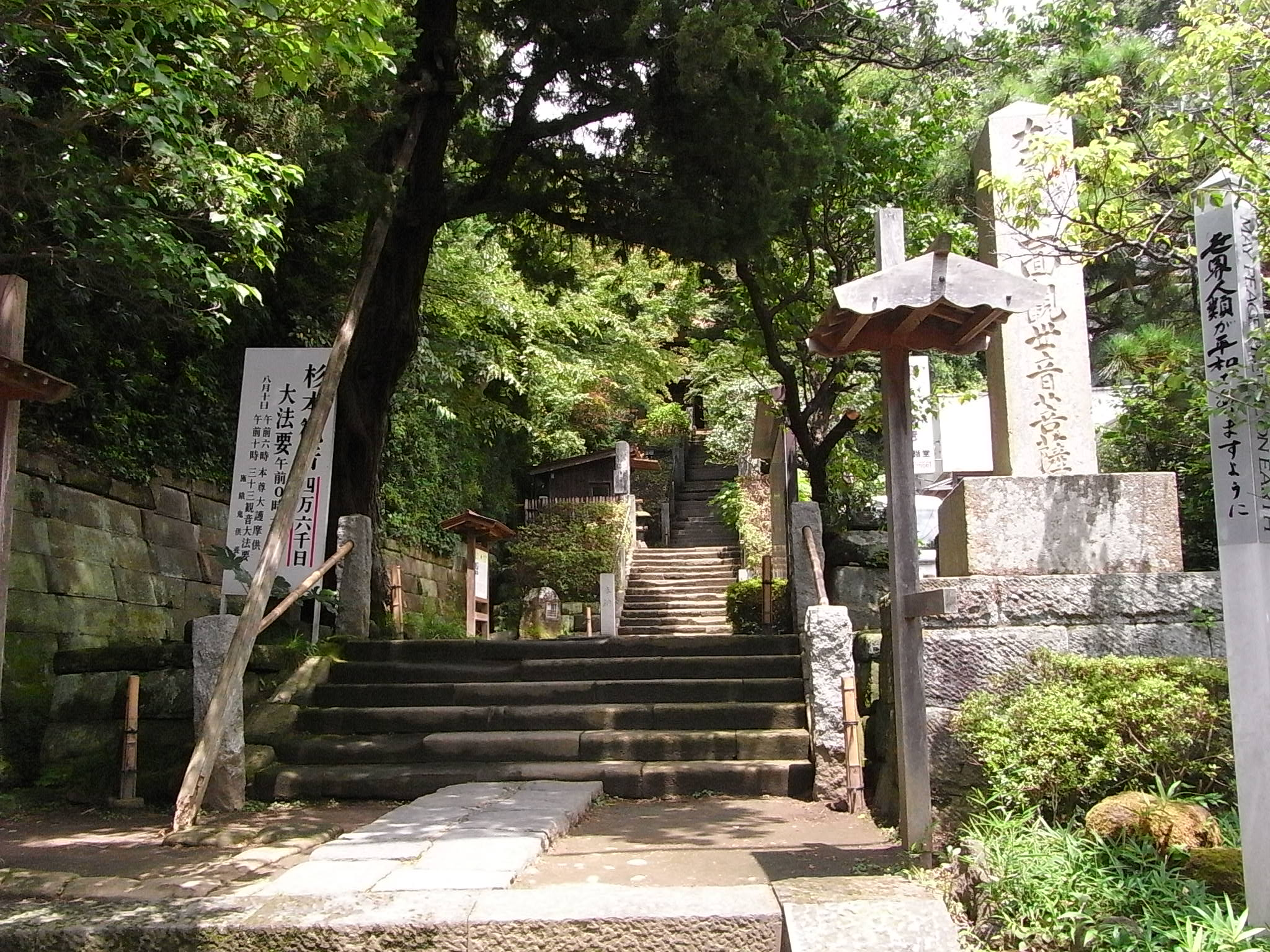
参道（2009年8月4日撮影）
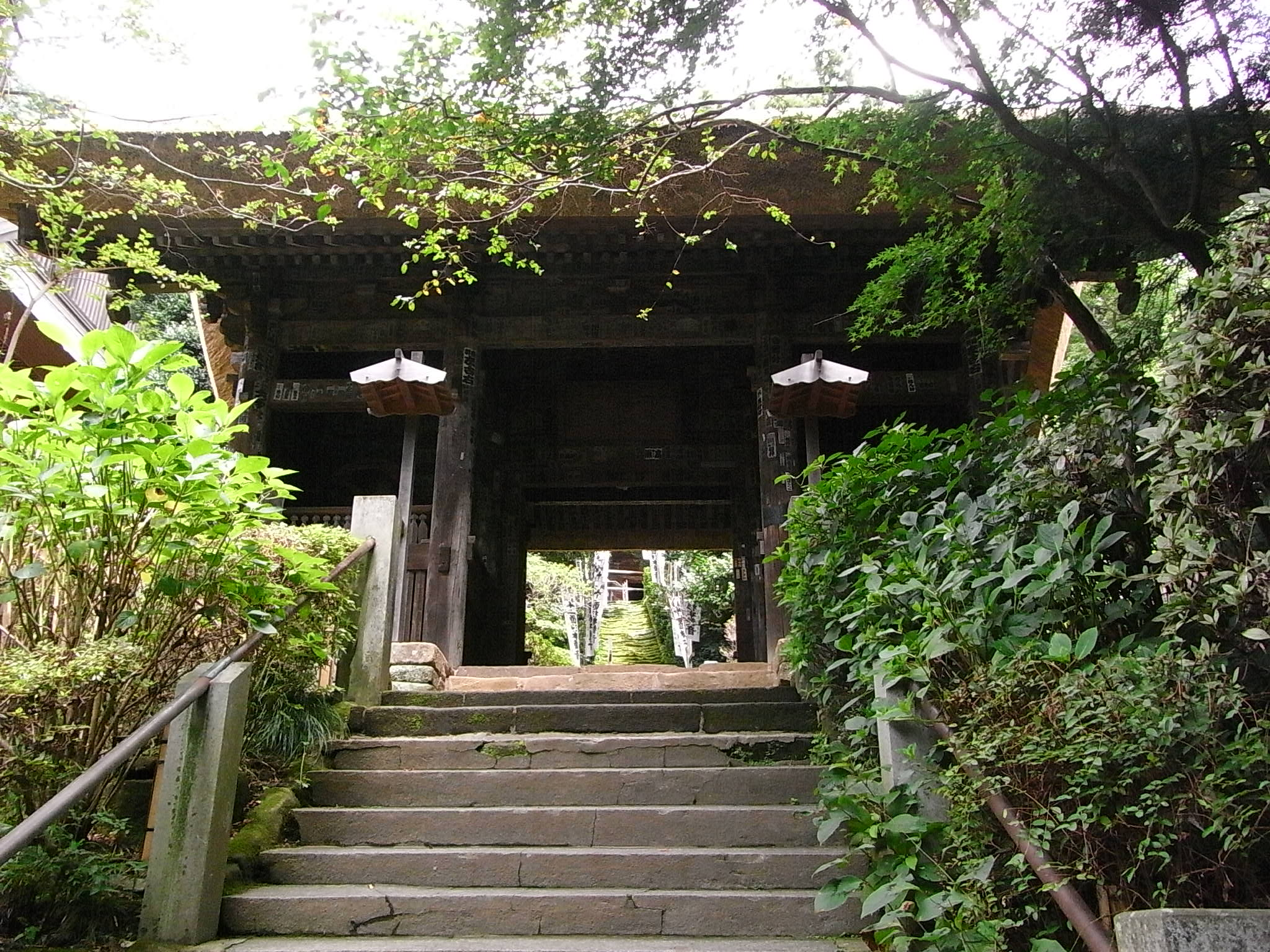
山門（2009年8月4日撮影）
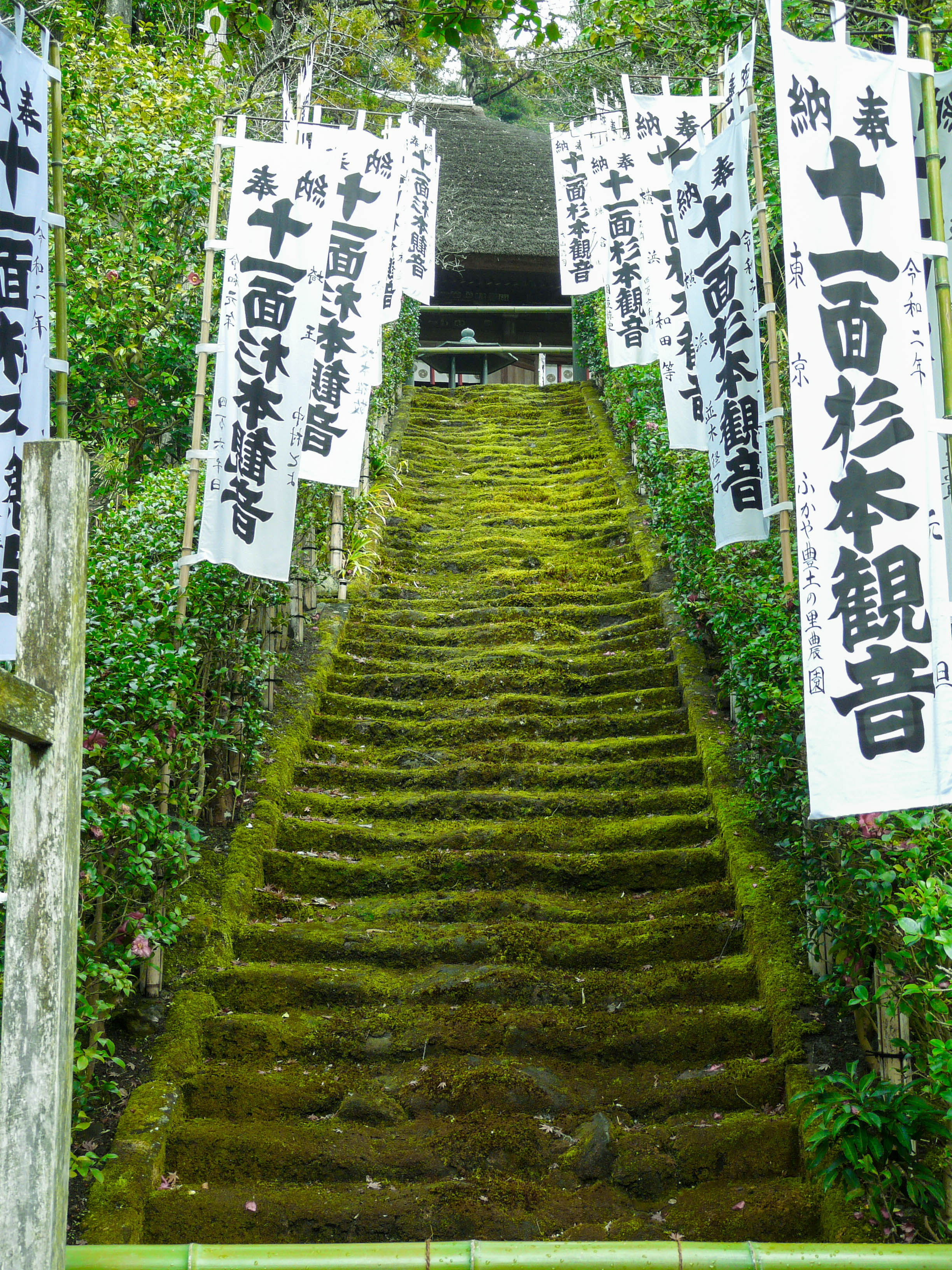
苔むした石段
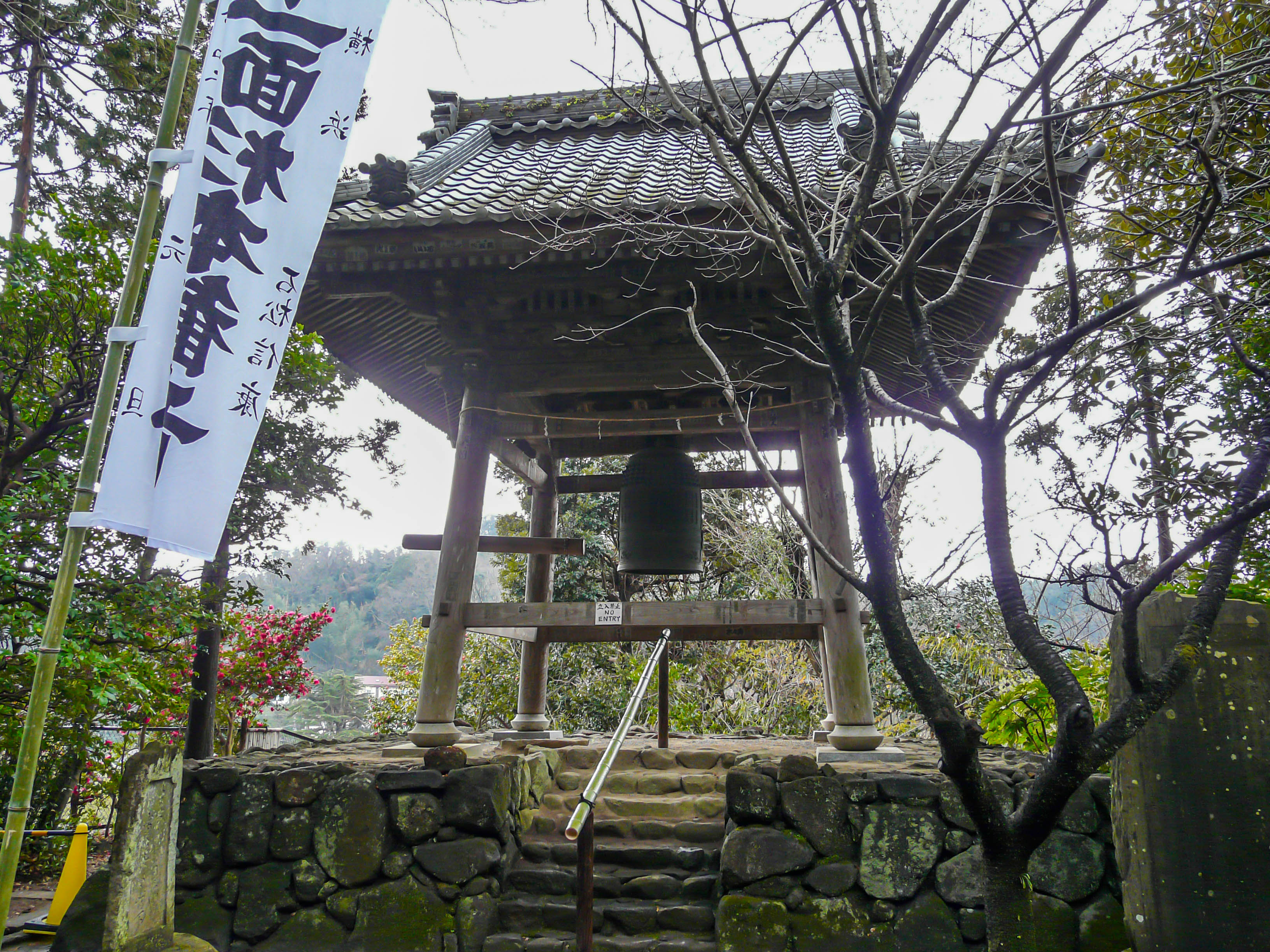
鐘楼
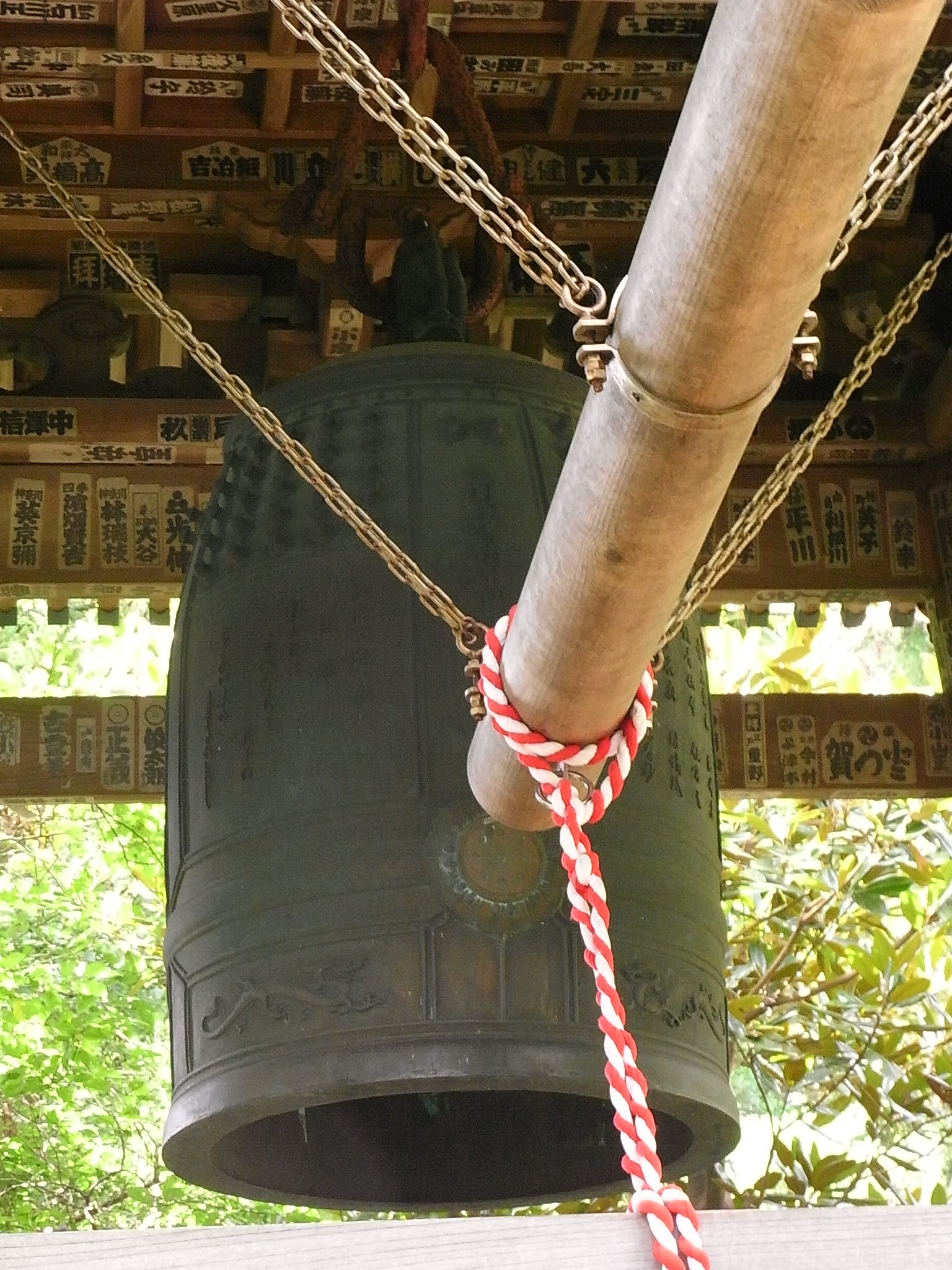
梵鐘（2009年8月4日撮影）
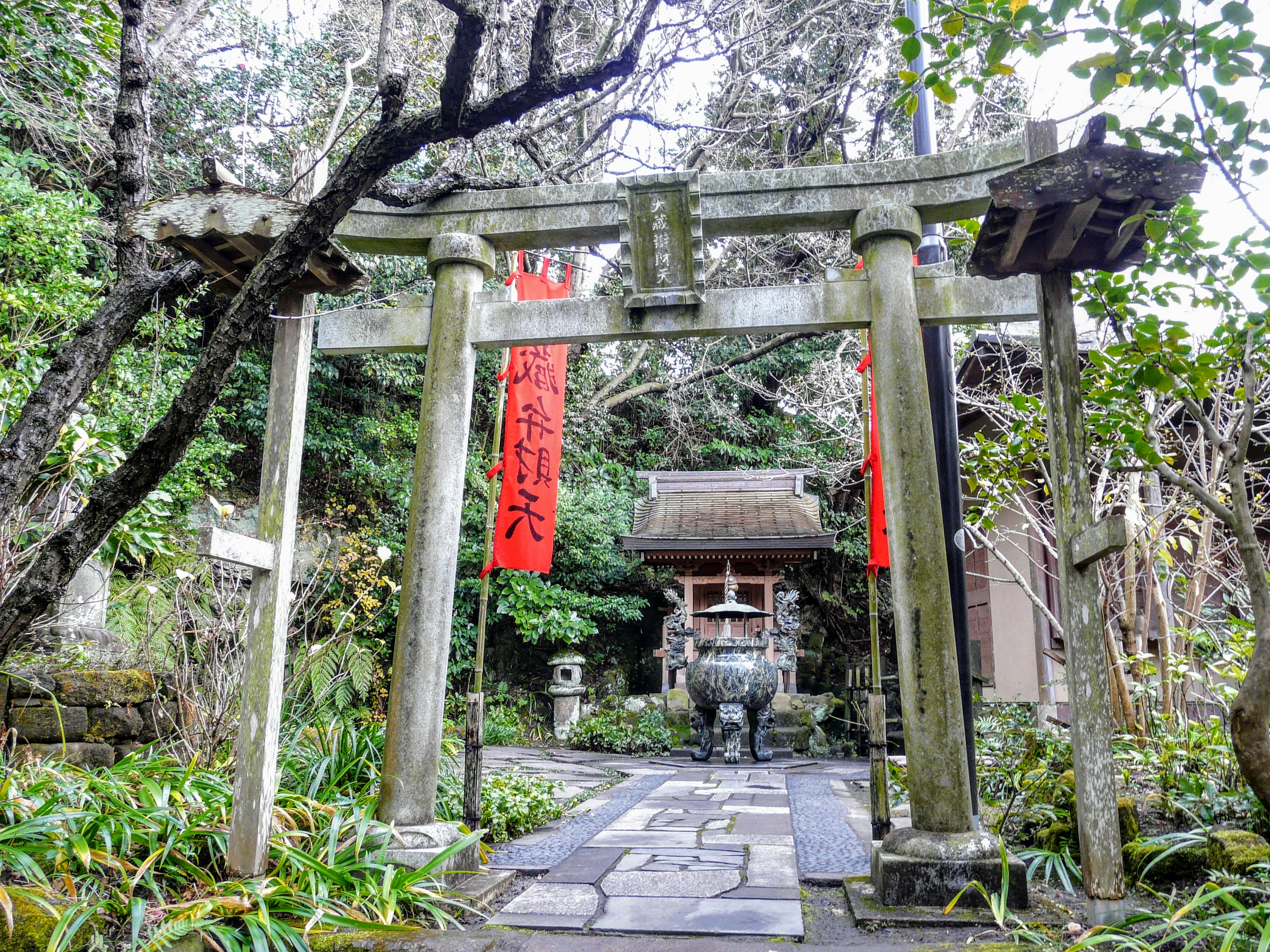
弁財天堂
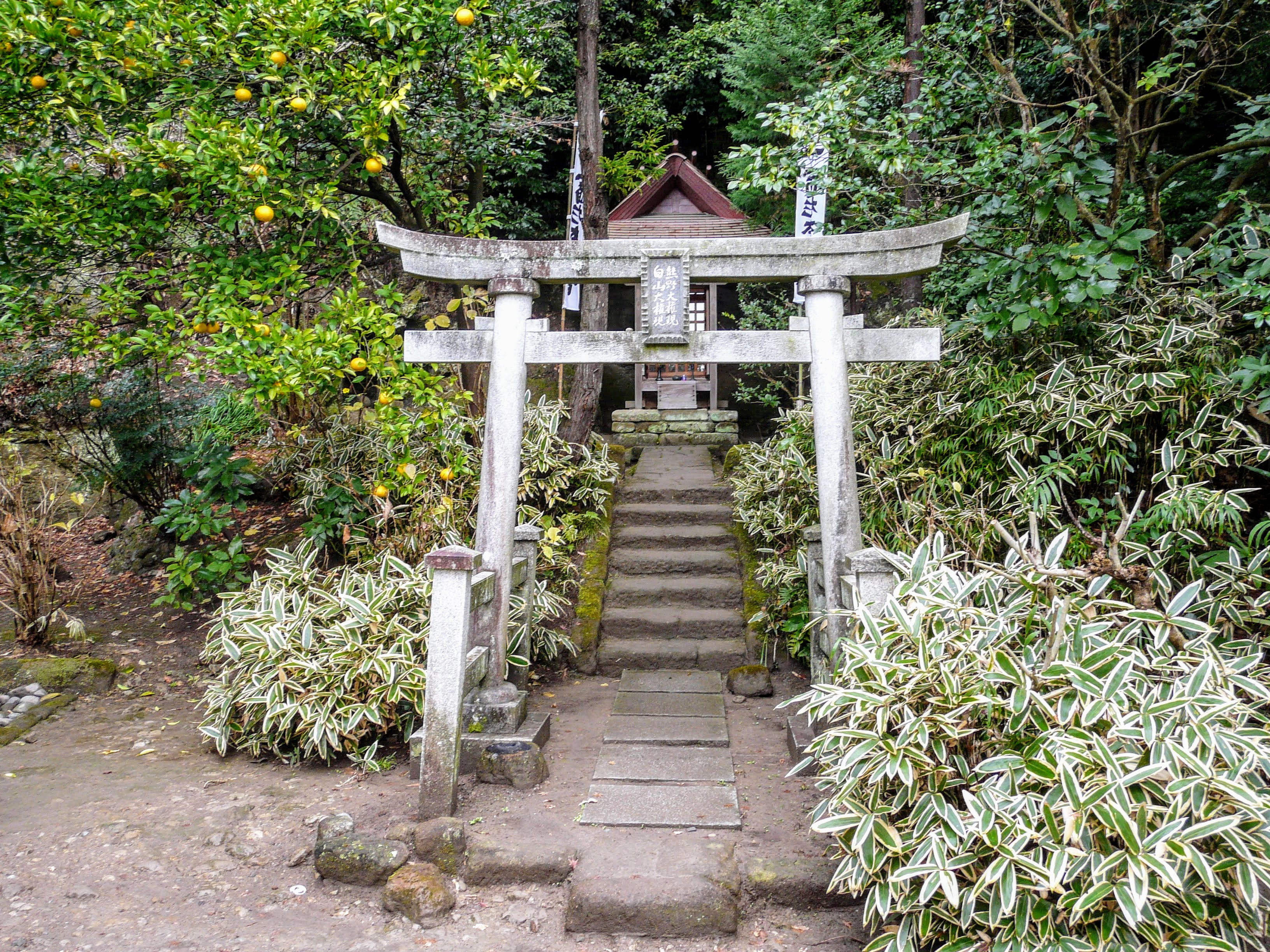
権現堂
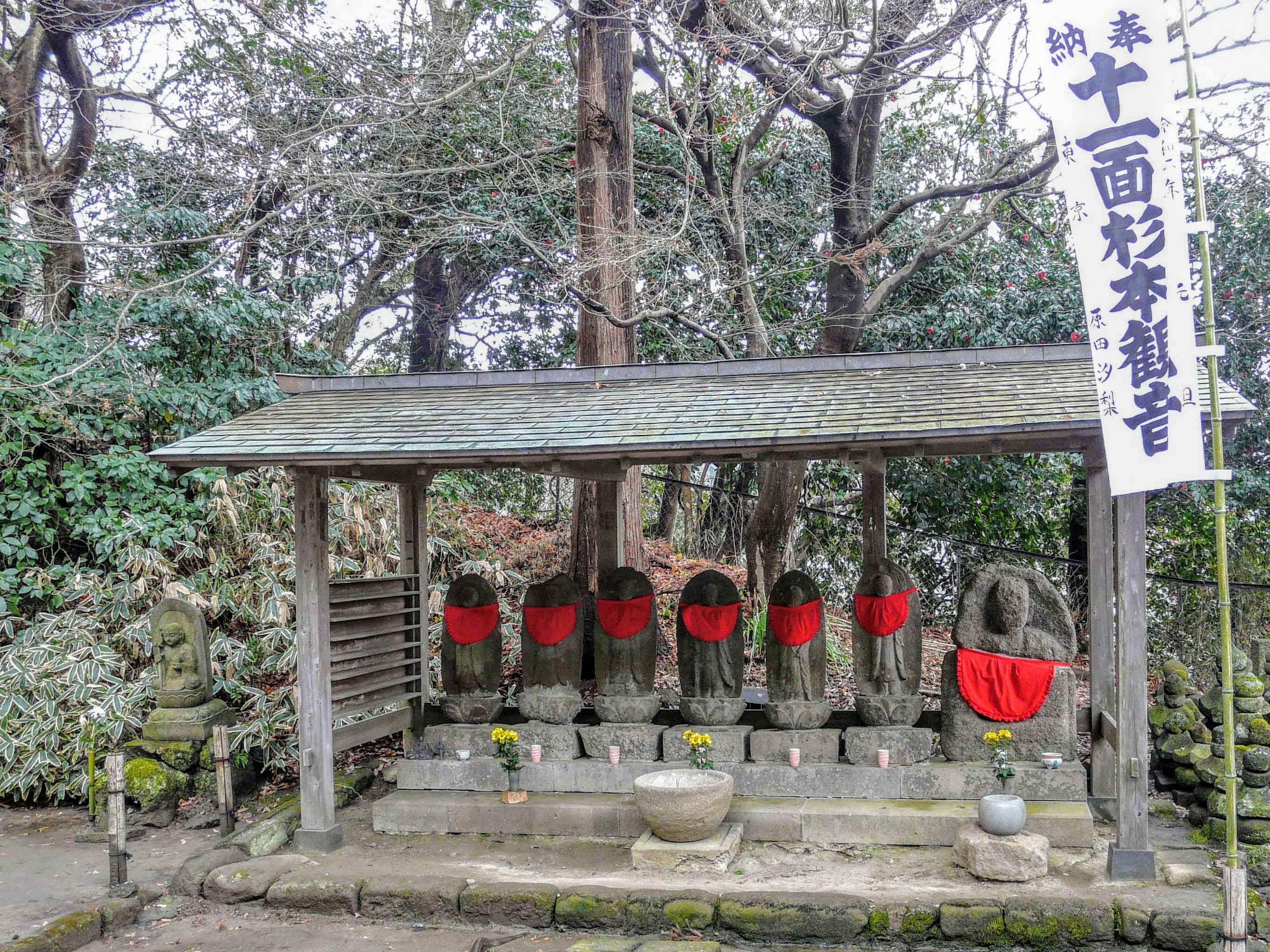
地蔵尊
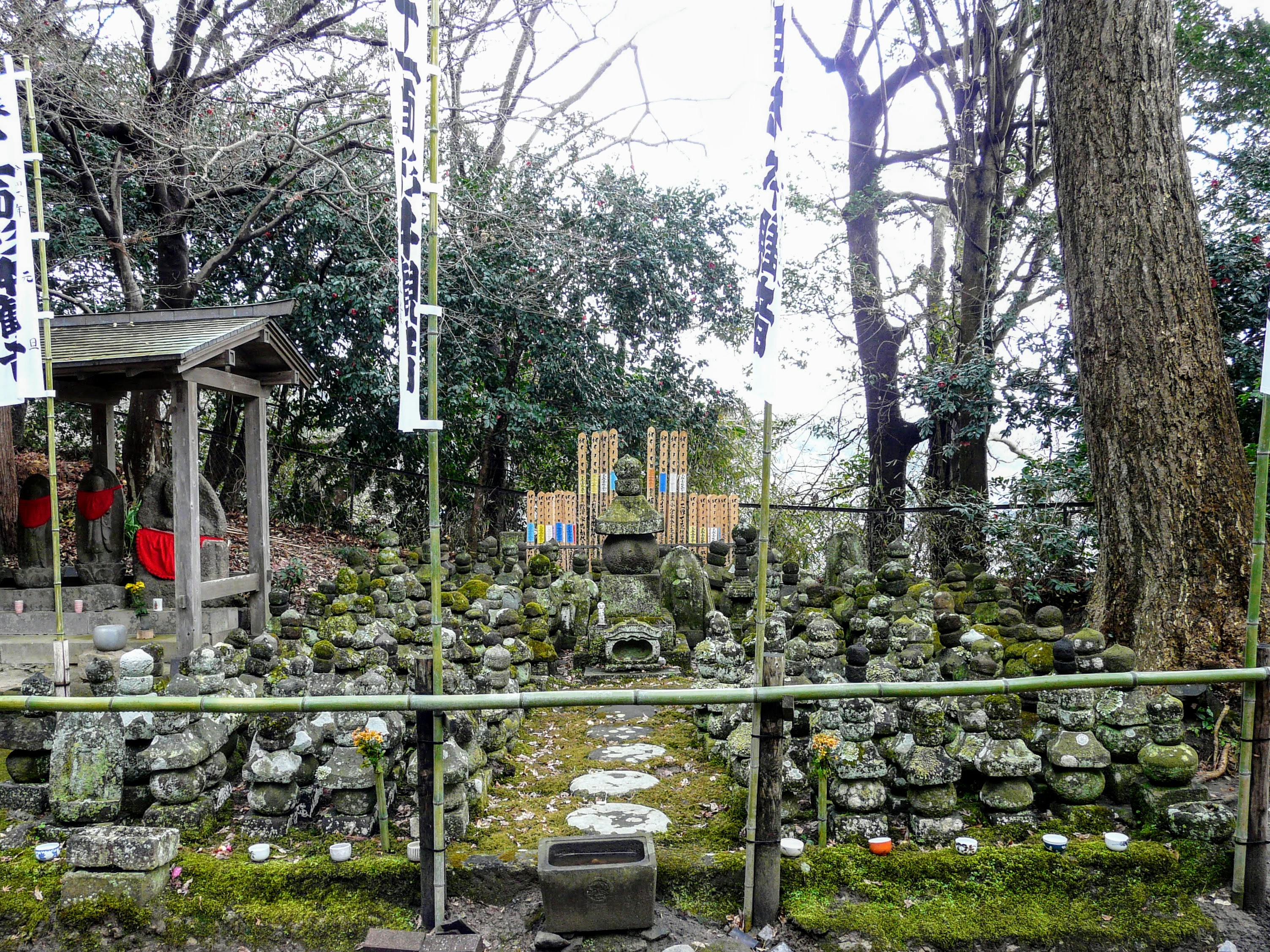
五輪塔群
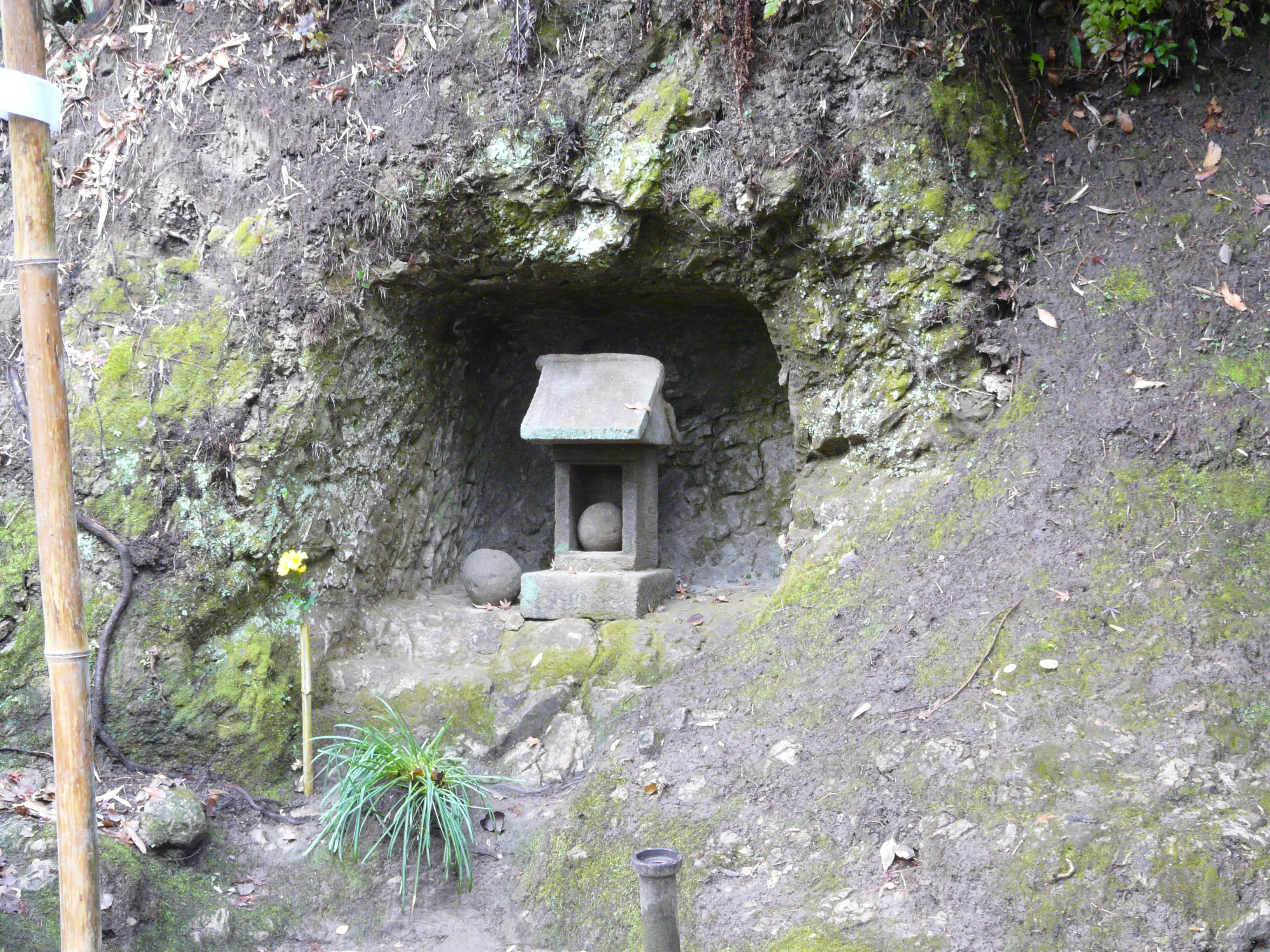
やぐら（横穴）

## 年中行事
- 1月1日：新年大護摩供：前日の23時45分から行われ、新年に向け、参拝者の願い事を記した護摩木を焚き祈念する[10]。
- 1月18日：初観音大護摩供[5]。
- 2月3日：節分会大護摩供[5]。
- 4月8日：灌仏会（花祭り）：御花堂に花を飾り釈迦立像（誕生仏）に甘茶を注ぎ、お釈迦さまの誕生を祝う儀式。釈迦が生誕するとき、九頭竜が天から香ばしい水（甘露）を吐き、産湯として使わせたという伝承に因む[10]。
- 8月10日：四万六千日大祭：この日に祈ると四万六千日分の功徳があると伝わる。大護摩供、三十三観音経読誦、大法要が行われる[10]。
- 12月31日：除夜の鐘[5]。

毎月1日・18日観音護摩供厳修（2月1日・8月1日を除く）

## 文化財

### 国指定

#### 重要文化財
- 木造十一面観音立像 - 指定年月日：1899年（明治32年）8月1日。伝・円仁（慈覚大師）作[11]。
- 木造十一面観音立像 - 指定年月日：1899年（明治32年）8月1日。伝・源信（恵心僧都）作[12]。

### 神奈川県指定重要文化財

#### 建造物
- 杉本寺観音堂 附 棟札（２枚） - 指定年月日：1977年（昭和52年）11月18日。棟札に延宝6年（1678年）とある[7]。

### 鎌倉市指定有形文化財

#### 彫刻
- 木造彩色十一面観音立像 - 指定年月日：昭和40年10月13日[13]。
- 木造地蔵菩薩立像 - 指定年月日：昭和47年12月12日[13]。

## 所在地
- 神奈川県鎌倉市二階堂903

## 交通
- 横須賀線（JR東日本）・江ノ島電鉄「鎌倉駅」から、京浜急行バス鎌23系統太刀洗行・鎌24系統金沢八景駅行・鎌36系統ハイランド循環にて、杉本観音下車徒歩1分
- 鎌倉駅から徒歩30分

## 前後の札所
坂東三十三観音
1 杉本寺　--　2 岩殿寺 (逗子市)
鎌倉三十三観音霊場
1 杉本寺　--　2 宝戒寺
鎌倉二十四地蔵霊場
3 覚園寺 -- 4 杉本寺 -- 5 光触寺 (鎌倉市)
5 光触寺 (鎌倉市) -- 6 杉本寺 -- 7 瑞泉寺 (鎌倉市)